# Muelle Salitrero Compañía Melbourne Clark
El muelle Melbourne Clark, más conocido como muelle Histórico, es un antiguo muelle de embarcaciones menores, localizado en el Barrio Histórico de Antofagasta, Chile.
Fue declarado el 12 de julio de 1978 como monumento histórico nacional, según el Decreto Supremo n.º 980 del Ministerio de Educación Pública de Chile.
Junto con el muelle Miraflores (hoy propiedad del Club de Yates de Antofagasta), es el único muelle que se mantiene en Antofagasta como un registro histórico de la época del salitre.

## Historia
En 1872 la Compañía Melbourne Clark comenzó la construcción del muelle salitrero Compañía Melbourne Clark, con el fin de levantar el primer muelle de carga para el transporte del salitre de la ciudad. Se inauguró en 1880. El cargamento del mineral se realizaba por medio de embarcaciones menores, ya que el muelle no estaba destinado para la llegada de buques de mayor envergadura. La creciente necesidad de transporte, llevó a utilizarlo también como muelle de pasajeros.
Es vestigio histórico de gran importancia, ya que es acá donde se realizó el desembarco de las tropas chilenas comandadas por el coronel Emilio Sotomayor el 14 de febrero de 1879, suceso que marcó el inicio de la Guerra del Pacífico.
En 1885 pasó a llamarse muelle oficial de la Compañía de Salitres y Ferrocarril de Antofagasta tras ser traspasado a la Compañía Minera de Huanchaca de Bolivia, en mayo de ese año. En 1888 pasó a manos de The Antofagasta (Chili) & Bolivia Railway Company.
En 1962 pasó a manos de la CORFO y posteriormente en 1972 a Astilleros Hydrotherm. Fue declarado Monumento histórico nacional el 12 de julio de 1978. Nuevamente fue licenciada a otra empresa, la Compañía Explotadora de Minas San Andrés Ltda. y finalmente en 1988 pasó a manos de la Sociedad Muviña S.A., la cual perdió la propiedad en 1999, pasando nuevamente a manos de la Compañía Explotadora de Minas San Andrés Ltda. de Copiapó, la cual tasó su remodelación en $ 600.000.000.
El peligro constante de derrumbe llevó a las autoridades a declarar el muelle como clausurado, el 28 de diciembre de 2000, tras el inminente deterioro de su estructura y la corrosión de sus pilares.
El 12 de junio de 2006, vagabundos residentes del lugar provocaron un incendio en la estructura, que alcanzó a ser controlado por el Cuerpo de Bomberos de Antofagasta. Los tres primeros metros del embarcadero resultaron dañados. El 4 de noviembre del mismo año, las fogatas de los vagabundos nuevamente provocaron un incendio en las instalaciones.

### Restauración
Los constantes daños y el abandono por parte de sus propietarios motivó la expropiación de la unidad, con el objetivo de iniciar su restauración. El proyecto consistía en la restauración y habilitación de los 2 036 m² de la unidad como paseo público, incorporando mobiliario urbano, por un valor de 5 600 000 pesos chilenos.
Los trabajos se iniciaron en mayo de 2013 por parte del Ministerio de Obras Públicas en el marco del programa Legado Bicentenario, siendo inaugurada la obra el 21 de mayo de 2015.

## Arquitectura
El muelle Histórico es una obra arquitectónica de 198 m de largo por 15,8 m de ancho y se encuentra a 2,63 m s. n. m.. Fue construida con rieles de acero y con madera de pino oregón y roble americano, todo unido con mezcla de hormigón.
Durante años el antiguo muelle mantuvo la totalidad de su estructura original en un constante deterioro, motivo de la erosión de sus cimientos y de la fricción generada por sus materiales, que poseen coeficientes de elasticidad distintos. En 2002, un estudio reveló que el 95% de los rieles de acero de la base presentaban algún grado de corrosión y que la cubierta de pino oregón y roble americano presentaban un 50% de deterioro. Sus cimientos se encontraban desgastados por la erosión marina. Otros estudios declararon el inminente derrumbe de la estructura, ya fuera por efecto del viento, una marejada o algún sismo.

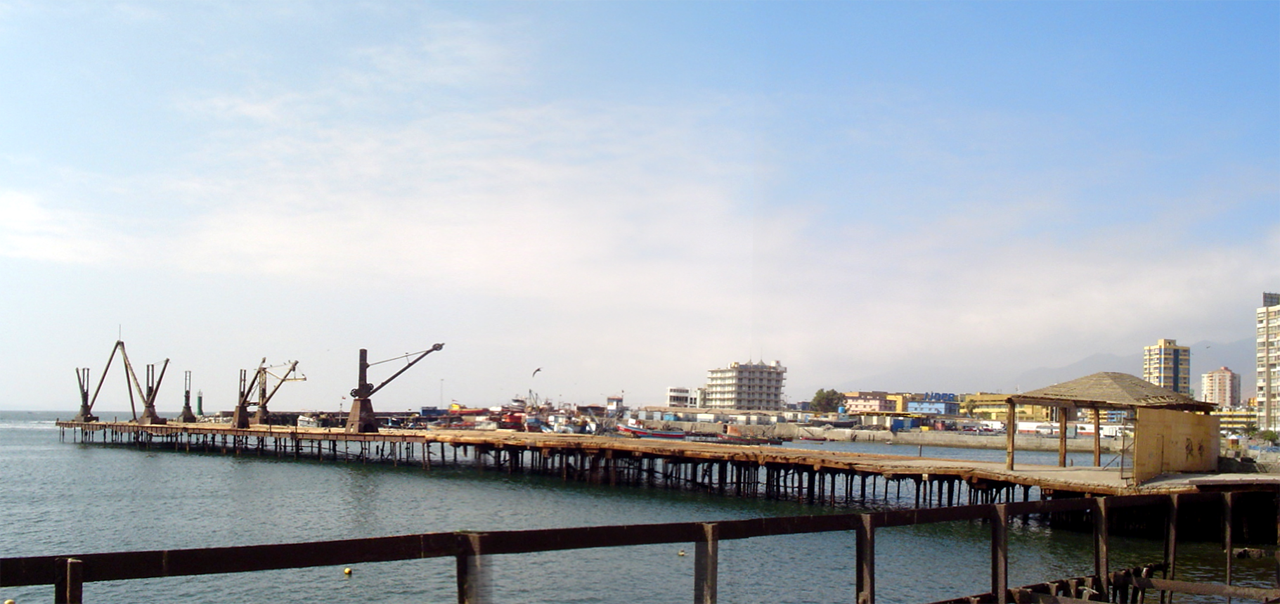
Muelle Salitrero Compañía Melbourne Clark, 2005.